# Deep throat

Žena provádějící deep throat felaci

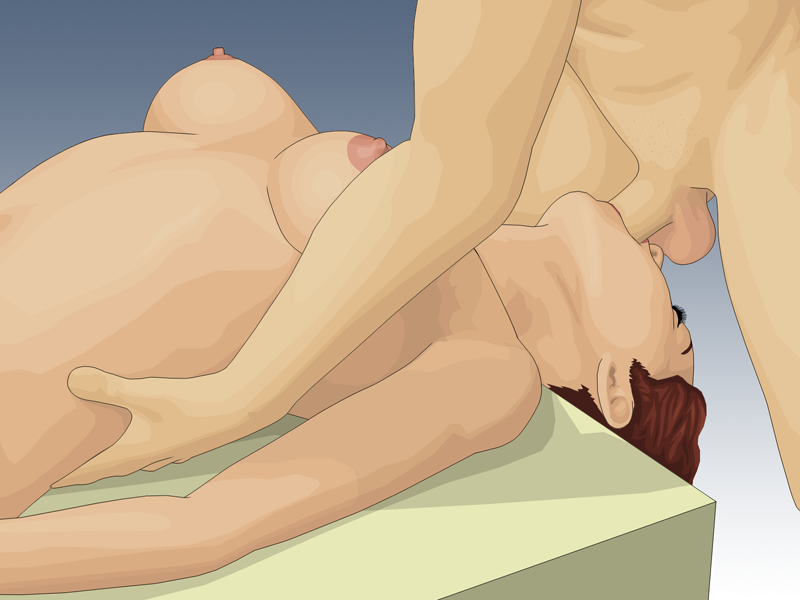
Alternativní poloha pro deep throat

Hluboký orál (anglicky: deep-throat či deep-throating) je sexuální praktika při felaci, kdy se celý erektovaný penis (někdy i včetně varlat) zasouvá do úst a krku druhého partnera.

## Popis
Je praktikován jak při klasickém heterosexuálním, tak homosexuálním styku. Velice často je také součástí praktiky zvané BDSM. Může vyvolávat dávivý reflex či zvracení (tzv. puking deepthroat), což se učí potlačovat pornoherečky a prostitutky zaměřující se na tento druh poskytovaných služeb.